# مقاطعة رتشلاند (أوهايو)
مقاطعة رتشلاند (بالإنجليزية: Richland County)‏ هي إحدى مقاطعات ولاية أوهايو في الولايات المتحدة الأمريكية.

## أعلام
- ويليام لافاييت سترونج
- إيلي بوين